# Знаменский монастырь (Кострома)
Костромской Знаменский монастырь — православный женский монастырь Костромской епархии Русской православной церкви, расположенный в Костроме.
Основной храм монастыря — Знаменская церковь — впервые упоминается в летописи в XVII веке. Основан монастырь был в 1993 года по благословению архиепископа Костромского и Галичского Александра (Могилёва). По старым чертежам главный архитектор Костромской епархии Леонид Васильев составил проект восстановления храма и колокольни.